# 八幡村 (岡山県)
八幡村（やわたそん）は、岡山県真庭郡にあった村。現在の真庭市禾津、豊栄、仲間、本庄、見明戸に当たる。

## 歴史
- 1889年（明治22年）6月1日 - 町村制施行に伴い、真島郡禾津村、豊栄村、仲間村、本庄村、見明戸村が合併、八幡村となる。大字禾津に役場を置く。
- 1900年（明治33年）4月1日 - 真島郡が大庭郡と合併し、真庭郡となる。八幡村は真庭郡の所属に変更。
- 1904年（明治37年）6月1日 - 八幡村が真庭郡神湯村と合併、湯原村となる。八幡村は廃止。

## 大字
現在は真庭市の大字として継承されている。
- 禾津（いなつ） 〒717-0413
- 豊栄（とよさか） 〒717-0406
- 仲間（なかま） 〒717-0416
- 本庄（ほんじょう） 〒717-0412
- 見明戸（みあけど） 〒717-0411